# Sibylla Agrippina
La Sibylla Agrippina ("Sibilla Agrippina"), o Agrippinische Sibylle, è un quadro attribuito a Jan van den Hoecke ed esposto al Museum Kunstpalast di Düsseldorf.

## Storia e descrizione
Nella mitologia greca, le sibille erano delle sacerdotesse di Apollo, che era anche il dio della profezia. La sibilla Agrippina (da intendersi come "egiziana" o "di Agrippa") e la sibilla Europa furono aggiunte alla fine del Medioevo.
In questo quadro, la sibilla Agrippina impugna una frusta, a simboleggiare la flagellazione di Cristo. Sulla sua veste è poggiata la corona di spine, anch'essa a simboleggiare la Passione di Cristo. Sul cartiglio si può leggere la frase latina siccabitur ut folium ("sarà seccato come una foglia"), che fa parte della sua profezia.
Questo dipinto fa parte di una serie sulle sibille di Jan van den Hoecke ma per molto tempo venne attribuita ad Abraham Janssens, finché nel 2008, in occasione della mostra Black is beautiful: Rubens to Dumas, non venne attribuita a van Hoecke.